# Olávio da Costa Monteiro de Almeida

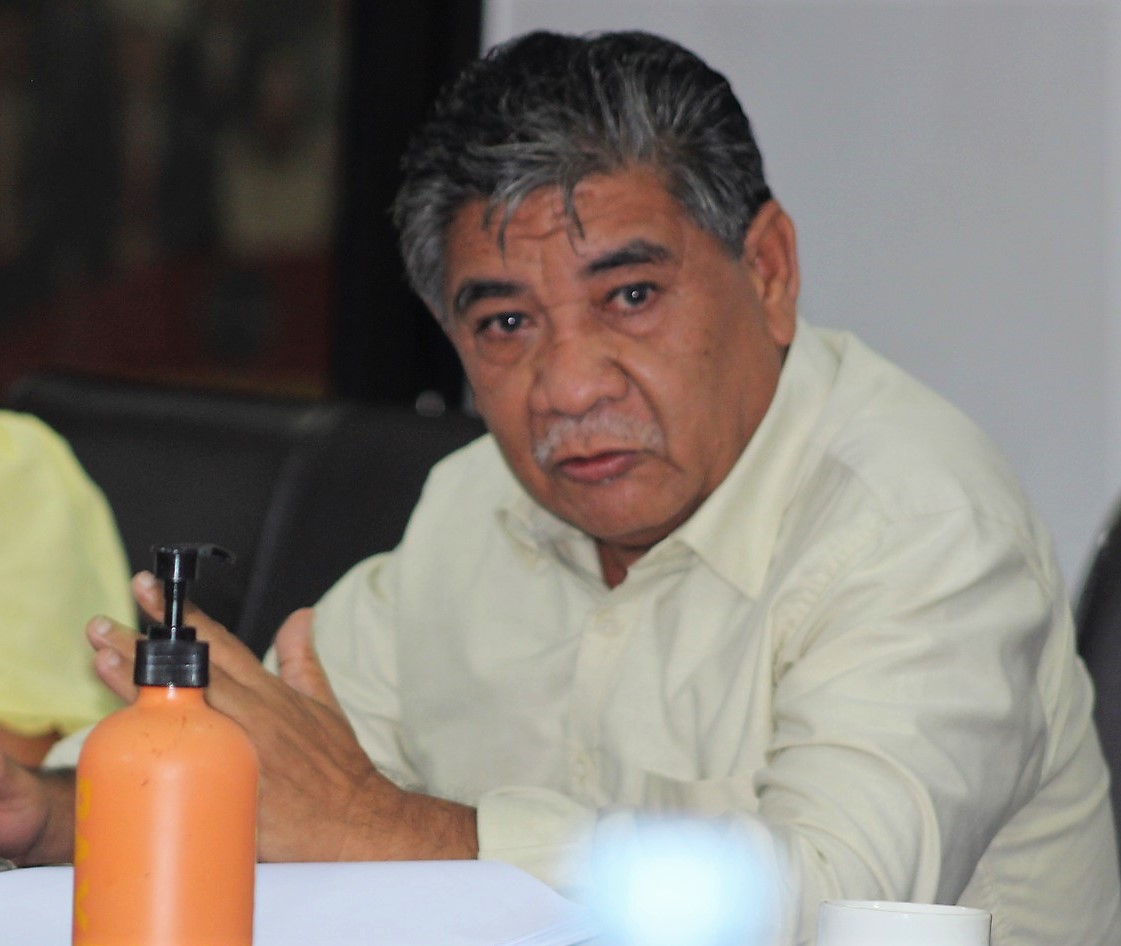
Olávio da Costa Monteiro de Almeida (2023)

Olávio da Costa Monteiro de Almeida ist ein osttimoresischer Beamter.
Noch unter UN-Verwaltung wurde Almeida Administrator des Distrikts Lautém. Zum 1. Juni 2009 wurde er zur Comissão Nacional de Eleições (CNE) als Generaldirektor versetzt. Die Ernennung erfolgte zunächst für zwei Jahre, die Amtszeit wurde aber verlängert, so dass Almeida noch im Dezember 2012 CNE-Generaldirektor war.
2016 wurde Almeida vom Nationalparlament Osttimors zum Kommissar berufen, wird aber nicht in den folgenden Listen geführt. Stattdessen wird Almeida 2017 und 2018 in Presseberichten als CNE-Inspektor genannt.
Am 3. Juni 2021 wurde Almeida von Staatspräsident Francisco Guterres für eine fünfjährige Amtszeit zum Kommissar der CNE ernannt.